# Varanasi
Vārāṇasī phát âmⓘ (tiếng Hindi: वाराणसी, /βɑrɑɳɐsiː/), cũng gọi là Ba-la-nại, Benares, Banaras, hay Benaras (tiếng Hindi: बनारस, Banāras, /bɐnɑrɐs/), hay Kashi hay Kasi (tiếng Hindi: काशी, Kāśī), là một đô thị lâu đời và là trung tâm trong suốt hàng ngàn năm của Ấn Độ giáo nằm bên bờ sông Hằng ở bang Uttar Pradesh, Ấn Độ. Nơi đây còn là một trong Tứ thánh địa Phật giáo với vườn Lộc Uyển Sarnath nơi Đức Phật Thích-ca thuyết bài Pháp đầu tiên sau khi thành đạo. Đây là một trong những thành phố có dân định cư liên tục cổ nhất thế giới, có lịch sử từ hàng ngàn năm và cùng thời với nền văn minh Sumer. Thành phố này thường được gọi là "thành phố của các ngôi đền học thuật"."
Nền văn hóa của Varanasi liên hệ sâu sắc với sông Hằng và tầm quan trọng về tôn giáo của sông Hằng. Thành phố này đã là một trung tâm tôn giáo và văn hóa ở Bắc Ấn Độ trong hàng ngàn năm. Varanasi có phong cách nhạc Hindustani riêng, và là nơi đã sản sinh ra nhiều nhà triết lý, nhà thơ, nhà văn và các nhà soạn nhạc nổi bật trong lịch sử Ấn Độ, bao gồm: Kabir, Ravi Das, Munshi Premchand, Jaishankar Prasad, Acharya Ram Chandra Shukla, Pandit Ravi Shankar, Hariprasad Chaurasia và Ustad Bismillah Khan. Varanasi là nơi có Đại học Banaras Hindu. Tulsidas đã viết tác phẩm Ramcharitmanas ở đây. Ngôn ngữ được nói ở Varanasi là Kashika Bhojpuri có liên hệ với tiếng Hindi.

## Tên gọi
Tên chính thức của Varanasi không phải là một tên hiện đại. Tên gọi này có lẽ căn cứ trên thực tế là thành phố nằm giữa hai con sông: sông Varuna về phía Bắc và sông Assi về phía Nam chảy vào sông Hằng. Tên gọi Varanasi đọc là Baranasi trong tiếng Pali, tạo ra tên Banaras. Sự khác biệt về chính tả tên gọi như Benares và Benaras đã được sử dụng phổ biến dưới thời kỳ Ấn Độ là thuộc địa của Anh nhưng tên đó ngày nay không được dùng. Tên gọi Banaras vẫn đang được sử dụng rộng rãi.
Một giả thuyết khách về nguồn gốc tên gọi cho rằng chính con sông Varuna được gọi là Varanasi trong thời kỳ cổ đại, do đó thành tên gọi của thành phố. This is generally disregarded by historians though there may be some earlier texts suggesting it to be so.
Qua nhiều thời kỳ Varanasi cũng được biết đến với nhiều tên gọi như Avimuktaka, Anandakanana, Mahasmasana, Surandhana, Brahma Vardha, Sudarsana, Ramya và Kasi. Trong văn học và thánh, thành phố thường được gọi trong thơ văn là Kasi hay Kashi, "nơi sáng chói"; một sự ám chỉ tư cách trong lịch sử của thành phố là một trung tâm học vấn, văn học và văn hóa. Kasikanda đã mô tả sự vinh quang của thành phố bằng 15.000 câu thơ trong Skanda Purana, trong đó thần Shiva từng nói về Thành phố này.
Thành phố rất thường được gọi là "thành phố của các đền đài", "thành phố thánh của Ấn Độ", "thành phố ánh sáng", và "thành phố học vấn". Thành phố này cũng được gọi là "thủ đô văn hóa của Ấn Độ".